# منهج القواعد الثماني لحل المشكلات
منهج القواعد الثماني لحل المشكلات  (اختصاراً 8D) هو نموذج إداري طُوّر من شركة فورد الأمريكية لتصنيع السيارات بهدف وضع منهج لحل المشكلات التي تواجه المهندسين العاملين في إدارة الجودة. يركز هذا المنهج على التحسين المستمر للمنتجات والعمليات ويهدف إلى التعرف على ثم تصحيح ثم التخلص من المشكلات المتكررة. يعتمد هذا المنهج على مبدأ دورة خطط نفذ تحقق صحح (PDCA) وباستخدام الوسائل المختلفة لتحليل السبب الجذري.

## خطوات حل المشكلة
تتمثل هذه القواعد الثماني على الشكل التراتبي التالي:
1. إنشاء فريق
2. وصف المشكلة
3. الاحتواء المؤقت للمشكلة
4. تحديد السبب الجذري
5. تطوير الإجراءات التصحيحية
6. تنفيذ الإجراءات التصحيحية
7. الإجراءات الوقائية
8. تهنئة الفريق